# Джеррі-острів'янин
Дже́ррі-острів'я́нин (англ. Jerry of the Islands) — пригодницький роман американського письменника Джека Лондона. Героєм повісті є ірландський тер'єр Джеррі, який був братом Майкла — героя наступного роману «Майкл, брат Джеррі».

## Контекст
Роман «Джеррі-острів'янин» було видано в 1917 році і є одним з останніх творів Джека Лондона. Дія роману розгортається на острові Малаїта, що входить до архіпелагу Соломонових островів, які в 1893 році стали протекторатом Великої Британії.
У передмові Джек Лондон повідомляє про судно «Мінот», на якому він подорожував. Це судно зазнало аварії біля Соломонових островів. Джек Лондон згадує про капітана Келлара судна «Євгенія», який врятував Джека Лондона після корабельної аварії. Письменник повідомляє про смерть Келлара, який загинув від рук аборигенів і згадує про лист, який він отримав від верховного комісара британських Соломонових островів К. М. Вудфорд. У цьому листі верховний комісар пише про каральну операцію на сусідній острів. Другою метою цієї операції був пошук останків загиблих спільних друзів Джека Лондона і К. М. Вудфорд.

## Сюжет
Джеррі народився на острові Санта-Ісабель, що входить в архіпелаг Соломонові острови. Господарем Джеррі є містер Хаггін, який працює доглядачем на плантації Меріндж і використовує Джеррі для охорони негрів. Містер Хіггін подарував Джеррі капітану корабля «Еренджі» Ван Хорну з умовою повернути собаку, якщо з ним щось трапиться. Корабель «Еренджі» займався доставкою на острів Малаїта так званих «зворотних» негрів, які працювали згідно контракту три роки на плантації. Під час зупинки на острові Малаїта корабель «Еренджі» зазнав атаки з боку аборигенів, під час якої було вбито капітана Ван Хорна і шкіпера Бокмана, а Джеррі був викинутий ударом стусана за борт корабля, який був розграбований і спалений. У морській воді хлопчик-абориген оглушив веслом Джеррі і, зв'язавши йому ноги, залишив його на березі. Пізніше Джеррі принесли в село, де вождь племені Башту вирішив використовувати собаку для поліпшення зовнішнього вигляду місцевих собак. Джеррі отримав в племені статус «табу» і став проживати серед людей племені. Джеррі вів досить спокійне життя до тих пір, поки місцевий чаклун Агно не захотів використати його для жертвопринесення. Щоб подолати «табу», яка забороняла чіпати Джеррі, чаклун Агно нацькувати собаку на птицю мегапода, яка теж мала «табу» і спокусив викопати яйця птиці, з'їсти які готувався вождь Башту. Джеррі був виявлений на пташиному дворі вождем Башта, коли вже вбивав четверту птицю. Мегапод володів вищою, ніж у Джеррі «табу», тому був відданий для жертвопринесення. Джеррі був викуплений старим сліпим по імені Наласу. Один із синів Наласу вбив Ао, який був членом роду Анно. Будучи зрячим Наласу вбив голову цього сімейства і тому очікував кровної помсти з боку роду Анно. Для захисту від нападу Наласу придбав Джеррі за свиню.
Через деякий час село, в якій проживав Наласу, була зруйнована бомбардуванням з палуби карального корабля за знищення корабля «Еренджі». Під час обстрілу Джеррі зник в джунглях. Пробувши в джунглях довгий час, Джеррі став шукати якусь людину. Вийшовши на берег моря він виявив сліди одного білої людини і сліди кількох чорних. Побачивши вдалині корабель Джеррі, подумавши, що це «Еренджі», кинувся в море, сподіваючись побачити на борту корабля свого улюбленого капітана Ван Хорна. Джеррі помітили на яхті «Аріель», яка здійснювала навколосвітню подорож. Містер Гарлей Кеннан, схопивши Джеррі за загривок, затягнув його на борт яхти. Лоцман Джонні, який служив на яхті, дізнався Джеррі і оголосив, що це собака містера Хаггіна з острова Ісабель. Пізніше Яхта «Аріель» прибула на гавань Тулагі, де на березі острова Флоріада проживав верховний комісар, який будучи знайомий з містером Хаггіном, упізнав Джеррі. Комісар повідомив про знахідку Джеррі містеру Хаггіну, який приплив на острів Флорида з псом Майклом, який був братом Джеррі. Відбулася зустріч двох братів — Джеррі і Майкла. Через десять днів братів розлучили. Джеррі залишився на яхті «Аріель» з новою господинею Віллою, а Майкл — на острові. Через кілька років їх чекає нова зустріч в Каліфорнії.